# Agos-Vidalos
Agos-Vidalos è un comune francese di 392 abitanti situato nel dipartimento degli Alti Pirenei nella regione dell'Occitania.

## Società

### Evoluzione demografica
Abitanti censiti